# Associazione Sportiva Varese 1910 2013-2014
Questa voce raccoglie le informazioni riguardanti l'Associazione Sportiva Varese 1910 nelle competizioni ufficiali della stagione 2013-2014.

## Stagione

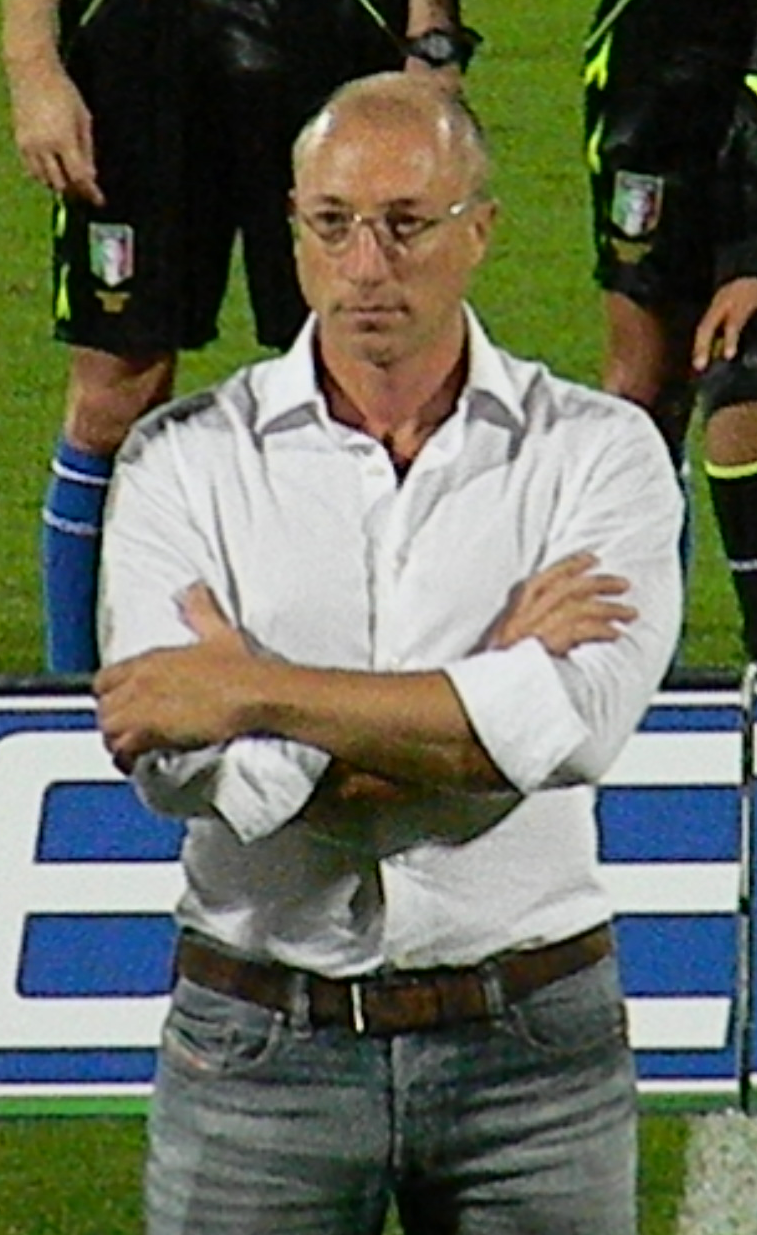
Nicola Laurenza, nuovo patron del Varese 1910.

Al termine della stagione 2012-2013, il patron Antonio Rosati lascia Varese per affiancare Enrico Preziosi alla guida del Genoa, cedendo le quote di maggioranza della società varesina a Nicola Laurenza, titolare dell'azienda "Oro in Euro", già main sponsor nelle stagioni precedenti, che assume direttamente il controllo del club. Una quota di minoranza viene rilevata invece dall'amministratore delegato Enzo Montemurro (10%), mentre il 3,5% rimane ai due soci napoletani Fabbozzi e Vitiello, già subentrati nel 2013. Nuovo allenatore è Stefano Sottili, ex tecnico del Venezia. Già alla fine di giugno, vengono depositati i documenti necessari per l'iscrizione della squadra al campionato di Serie B 2013-2014, il ventiquattresimo della sua storia.
Il 26 novembre, dopo quindici giornate e con uno score di cinque vittorie, cinque pareggi e cinque sconfitte, Sottili e tutto il suo staff vengono sollevati dalla guida tecnica della squadra. Al loro posto arriva Carmine Gautieri, che viene a sua volta esonerato il 15 marzo, dopo la sconfitta interna col Padova (con susseguente reintegro di Sottili e relativo staff). Sempre il 15 marzo la società solleva dall'incarico di direttore sportivo Mauro Milanese, sostituendolo con Gabriele Ambrosetti il mese successivo. Stefano Sottili viene di nuovo esonerato il 17 maggio a seguito della sconfitta interna contro il Brescia; gli subentra Stefano Bettinelli, già assistente di Giuseppe Sannino e poi tecnico della primavera, affiancato da Mario Belluzzo, già primo tecnico della squadra dopo la rifondazione del 2004.
La squadra conclude il campionato in 18ª posizione e si gioca la permanenza in serie B ai play-out contro il Novara. Nella partita di andata, giocata il 6 giugno al Silvio Piola di Novara, il Varese si impone 2-0 con una doppietta di Leonardo Pavoletti. Il ritorno, disputato il 13 giugno a Varese, termina 2-2 (con due doppiette per parte, rispettivamente di González per i piemontesi e di Pavoletti per il Varese) sancisce la salvezza per i biancorossi.

## Divise e sponsor
La prima divisa è bianca, con una croce rossa che si estende su tutta la parte anteriore; i profili delle maniche sono rossi, i pantaloncini bianchi con bordini rossi, la numerazione rossa e i calzettoni bianchi con risvolti rossi. La seconda divisa è rossa con numeri e scritte bianche, profili, colletto e spalline bianche e calzettoni rossi con risvolti bianchi. La terza maglia è nera, con una larga V rossa sul petto, profili rossi e calzettoni neri con risvolti rossi. Fornitore tecnico è Zeus Sport, che inizia in questa stagione la collaborazione con la società bosina.
Gli sponsor di maglia sono due: il principale è Oro in Euro (il network di compravendita di oro e preziosi usati di proprietà del presidente Nicola Laurenza), mentre lo sponsor in seconda è l'impresa immobiliare R.Invest. Sul dorso della maglia, al di sotto dei numeri, appare anche uno dei title sponsor della Serie B: la NGM (tale marchio appare su tutte le casacche di tutte le squadre della serie cadetta). Nel 2014 sui pantaloncini appare anche il logo di un altro title sponsor del campionato cadetto, la CAME.
Durante alcune amichevoli extra-campionato e coppe, la squadra è scesa in campo con un completo (maglia e pantaloncini) color arancione chiaro.
| Casa | Trasferta | Terza divisa |

## Organigramma societario
Area direttiva
- Presidente: Nicola Laurenza
- Vicepresidente: Paolo Vitiello
- Amministratore delegato: Enzo Montemurro
- Direttore sportivo: Mauro Milanese (fino al 15 marzo 2014[7].), poi Gabriele Ambrosetti
- Direttore amministrativo: Anna Zanfardin

Area organizzativa
- Segretario generale: Giuseppe D'Aniello
- Team manager: Silvio Papini
- Dirigente accompagnatore: Pietro Frontini

Area comunicazione
- Direttore comunicazione e ufficio stampa: Michele Marocco

Area legale
- Responsabile: Marco Amirante

Area Marketing
- Responsabile commerciale: Massimo Carpino
- Direttore marketing: Paola Frascaroli

Area tecnica
- Allenatore: Stefano Sottili, poi Carmine Gautieri, di nuovo Sottili e infine Stefano Bettinelli
- Allenatore in seconda: Massimiliano Bongiorni, poi Pierluca Cincione, di nuovo Bongiorni e infine Mario Belluzzo
- Collaboratore tecnico: Renato Baldi
- Preparatore dei portieri: Maurizio Rollandi, poi Valerio Visconti, di nuovo Rollandi e infine Stefano Ciucci
- Preparatore atletico: Diego Gemignani, poi Francesco Delmorgine, di nuovo Gemignani e infine Ivan Ferraresi
- Recupero infortuni: Giuseppe Carluccio
- Responsabile area scouting e osservatori: Alessandro Andreini

Area sanitaria
- Responsabile sanitario: Marco Salvucci
- Medico sociale: Giulio Clerici
- Ortopedici: Carlo Montoli, Alessandro Faggetti
- Fisioterapisti: Francesco Smargiassi, Bruno Caratozzolo

## Rosa
Aggiornata al 5 settembre 2013 
| N. |                    | Ruolo | Calciatore              |
| -- | ------------------ | ----- | ----------------------- |
| 1  | Italia (bandiera)  | P     | Walter Bressan          |
| 2  | Italia (bandiera)  | D     | Raffaele Pucino         |
| 3  | Marocco (bandiera) | D     | Achraf Lazaar           |
| 4  | Brasile (bandiera) | D     | Rodrigo Ely             |
| 5  | Italia (bandiera)  | C     | Loris Damonte           |
| 6  | Italia (bandiera)  | C     | Manuele Blasi           |
| 7  | Brasile (bandiera) | A     | Caetano Calil           |
| 8  | Italia (bandiera)  | C     | Daniele Corti           |
| 9  | Italia (bandiera)  | A     | Arturo Lupoli           |
| 10 | Brasile (bandiera) | A     | Neto Pereira (capitano) |
| 11 | Croazia (bandiera) | A     | Saša Bjelanović         |
| 12 | Italia (bandiera)  | P     | Damiano Milan           |
| 13 | Italia (bandiera)  | D     | Riccardo Fiamozzi       |
| 14 | Italia (bandiera)  | A     | Leonardo Pavoletti      |
| 15 | Italia (bandiera)  | C     | Andrea Cristiano        |
| 16 | Italia (bandiera)  | D     | Cristiano Rossi         |
| 16 | Italia (bandiera)  | A     | Nunzio Di Roberto       |
| 17 | Italia (bandiera)  | C     | Luigi Falcone           |
| 18 | Italia (bandiera)  | C     | Luca Tremolada          |

| N. |                    | Ruolo | Calciatore         |
| -- | ------------------ | ----- | ------------------ |
| 19 | Italia (bandiera)  | D     | Angelo Rea         |
| 20 | Italia (bandiera)  | A     | Luca Forte         |
| 21 | Italia (bandiera)  | C     | Andrea Barberis    |
| 22 | Italia (bandiera)  | P     | Elia Bastianoni    |
| 23 | Italia (bandiera)  | A     | Matteo Momentè     |
| 24 | Italia (bandiera)  | C     | Gianpietro Zecchin |
| 25 | Brasile (bandiera) | D     | Renan Wagner       |
| 25 | Italia (bandiera)  | D     | Trevor Trevisan    |
| 26 | Italia (bandiera)  | D     | Luca Zamparo       |
| 27 | Italia (bandiera)  | D     | Lorenzo Laverone   |
| 28 | Italia (bandiera)  | D     | Simone Pasa        |
| 29 | Austria (bandiera) | D     | Lukas Spendlhofer  |
| 30 | Italia (bandiera)  | D     | Mirko Miceli       |
| 30 | Nigeria (bandiera) | A     | Nnamdi Oduamadi    |
| 31 | Italia (bandiera)  | D     | Luca Ricci         |
| 32 | Italia (bandiera)  | D     | Michele Franco     |
| 33 | Italia (bandiera)  | C     | Matteo Lignani     |
| 33 | Brasile (bandiera) | D     | Ferreira Pinto     |
| 33 | Italia (bandiera)  | D     | Fabrizio Grillo    |

## Calciomercato

### Sessione estiva(dal 1/7 al 31/8)
Nella sessione estiva di calciomercato, la rosa viene fortemente rinnovata: tra i vari giocatori che lasciano la società biancorossa vi sono i centrocampisti Pietro Tripoli e Ferreira Pinto, il centravanti Osarimen Ebagua (nel frattempo divenuto il bomber più prolifico nella storia del club), i difensori Magnus Troest, Moris Carrozzieri e Raffaele Pucino. Vengono confermate le "bandiere" Daniele Corti, Gianpietro Zecchin e Neto Pereira. Sul fronte acquisiti, si menziona l'arrivo a vario titolo dei centravanti Leonardo Pavoletti, Caetano Calil, Arturo Lupoli e Saša Bjelanović, oltre ai centrocampisti Andrea Cristiano e Manuele Blasi.
| Acquisti         | Acquisti               | Acquisti      | Acquisti                   |
| R.               | Nome                   | da            | Modalità                   |
| ---------------- | ---------------------- | ------------- | -------------------------- |
| D                | Alex Benvenga          | Como          | fine prestito              |
| D                | Rodrigo Ely            | Milan         | prestito                   |
| D                | Lorenzo Laverone       | Sassuolo      | definitivo                 |
| D                | Mirko Miceli           | Valle d'Aosta | fine prestito              |
| D                | Simone Pasa            | Inter         | prestito                   |
| D                | Luca Ricci             | Cesena        | prestito                   |
| D                | Cristiano Rossi        | Salernitana   | riscatto compartecipazione |
| D                | Lukas Spendlhofer      | Inter         | prestito                   |
| C                | Andrea Barberis        | Pisa          | fine prestito              |
| C                | Manuele Blasi          |               | svincolato                 |
| C                | Andrea Cristiano       |               | svincolato                 |
| C                | Luigi Falcone          | Lecce         | prestito                   |
| C                | Matteo Lignani         |               | svincolato                 |
| C                | Luca Tremolada         | Inter         | compartecipazione          |
| C                | Renan Wagner           | Entella       | fine prestito              |
| A                | Saša Bjelanović        |               | svincolato                 |
| A                | Caetano Prósperi Calil |               | svincolato                 |
| A                | Arturo Lupoli          |               | svincolato                 |
| A                | Leonardo Pavoletti     | Sassuolo      | prestito                   |
| Altre operazioni |                        |               |                            |
| R.               | Nome                   | da            | Modalità                   |
| D                | Riccardo Fiamozzi      | Pisa          | riscatto compartecipazione |

| Cessioni         | Cessioni            | Cessioni        | Cessioni                      |
| R.               | Nome                | a               | Modalità                      |
| ---------------- | ------------------- | --------------- | ----------------------------- |
| D                | Gaetano Carrieri    |                 | svincolato                    |
| D                | Moris Carrozzieri   |                 | svincolato                    |
| D                | Antonio Marino      |                 | svincolato                    |
| D                | Raffaele Pucino     | Sassuolo        | compartecipazione             |
| D                | Aljaž Struna        | Palermo         | fine prestito                 |
| D                | Magnus Troest       |                 | svincolato                    |
| C                | Filipe              | Siena           | fine prestito                 |
| C                | Moussa Koné         | Atalanta        | fine prestito                 |
| C                | Nnamdi Oduamadi     | Milan           | fine prestito                 |
| C                | Juan Antonio        | Sampdoria       | fine prestito                 |
| C                | Ferreira Pinto      | Lecce           | definitivo                    |
| C                | Pietro Tripoli      |                 | svincolato                    |
| A                | Osarimen Ebagua     |                 | svincolato                    |
| A                | Umberto Eusepi      | Perugia         | prestito                      |
| A                | Luca Miracoli       | Feralpisalò     | prestito                      |
| A                | Luca Scapuzzi       | Manchester City | fine prestito                 |
| Altre operazioni |                     |                 |                               |
| R.               | Nome                | da              | Modalità                      |
| D                | Giuseppe Figliomeni | Juve Stabia     | risoluzione compartecipazione |
| D                | Andrea Impagliazzo  | HinterReggio    | risoluzione compartecipazione |
| C                | Daniel Ferreira     | Barletta        | risoluzione compartecipazione |
| C                | Luca Pompilio       | Juve Stabia     | risoluzione compartecipazione |
| C                | Alessandro Scialpi  | Como            | risoluzione compartecipazione |

### Trasferimenti tra le due sessioni di mercato
| Cessioni | Cessioni     | Cessioni | Cessioni   |
| R.       | Nome         | a        | Modalità   |
| -------- | ------------ | -------- | ---------- |
| D        | Renan Wagner | -        | svincolato |

### Sessione invernale(dal 3/1 al 31/1)
| Acquisti         | Acquisti          | Acquisti   | Acquisti   |
| R.               | Nome              | da         | Modalità   |
| ---------------- | ----------------- | ---------- | ---------- |
| D                | Fabrizio Grillo   | Siena      | prestito   |
| D                | Trevor Trevisan   | Padova     | prestito   |
| A                | Nunzio Di Roberto | Cittadella | definitivo |
| A                | Nnamdi Oduamadi   | Milan      | prestito   |
| Altre operazioni |                   |            |            |
| R.               | Nome              | da         | Modalità   |

| Cessioni         | Cessioni        | Cessioni    | Cessioni   |
| R.               | Nome            | a           | Modalità   |
| ---------------- | --------------- | ----------- | ---------- |
| D                | Alex Benvenga   | Forlì       | prestito   |
| D                | Michele Franco  | Perugia     | definitivo |
| D                | Achraf Lazaar   | Palermo     | prestito   |
| D                | Mirko Miceli    |             | svincolato |
| D                | Simone Pasa     | Padova      | prestito   |
| D                | Cristiano Rossi | Feralpisalò | prestito   |
| A                | Arturo Lupoli   | Honvéd      | prestito   |
| A                | Luca Zamparo    | Feralpisalò | prestito   |
| Altre operazioni |                 |             |            |
| R.               | Nome            | da          | Modalità   |
| C                | Tarmo Kink      |             | svincolato |

## Risultati

### Serie B

#### Girone di andata
| Arbitro: | Nasca (Bari) |

|                    |           |  |
| Damonte 58’ (aut.) | Marcatori |  |

| Arbitro: | Chiffi (Padova) |

|                     |           |             |
| Minarini 91’ (aut.) | Marcatori | 69’ Babacar |

| Arbitro: | Manganiello (Pinerolo) |

|  |           |                                   |
|  | Marcatori | 24’ Zecchin 57’Calil 89’Pavoletti |

| Arbitro: | Pinzani (Empoli) |

|                                 |           |                        |
| Pavoletti 24’, 88’ Fiamozzi 62’ | Marcatori | 12’ Maniero 84’Viviani |

| Arbitro: | Merchiori (Ferrara) |

|           |           |         |
| Arini 63’ | Marcatori | 40’ Rea |

| Arbitro: | Fabbri (Ravenna) |

|               |           |  |
| Pavoletti 83’ | Marcatori |  |

| Arbitro: | Roca (Foggia) |

|                           |           |               |
| Pavoletti 71’ Zecchin 86’ | Marcatori | 45+1’ Maiello |

| Arbitro: | Baracani (Firenze) |

|                                              |           |                    |
| Melchiorri 31’ Pasquato 61’ Ciano 65’ (rig.) | Marcatori | 26’, 37’ Pavoletti |

| Varese 13 ottobre 2013, ore 15:00 CEST 9ª giornata | Varese          | 0 – 0 referto | Trapani | Stadio Franco Ossola (3 646 spett.)\| Arbitro: \| Pasqua (Tivoli) \| |
| Arbitro:                                           | Pasqua (Tivoli) |               |         |                                                                      |

| Arbitro: | Gavillucci (Latina) |

|                      |           |  |
| Croce 29’ Tavano 61’ | Marcatori |  |

| Palermo 26 ottobre 2013, ore 15:00 CET 11ª giornata | Palermo                           | 0 – 0 referto | Varese | Stadio Renzo Barbera (9 395 spett.)\| Arbitro: \| Candussio (Cervignano del Friuli) \| |
| Arbitro:                                            | Candussio (Cervignano del Friuli) |               |        |                                                                                        |

| Arbitro: | Di Bello (Brindisi) |

|                                  |           |                                  |
| Neto Pereira 9’ Bjelanović 90+2’ | Marcatori | 66’ Baraye 89’ (rig.) Di Carmine |

| Arbitro: | Saia (Palermo) |

|                        |           |                    |
| Galano 33’ Defendi 51’ | Marcatori | 69’ (rig.) Falcone |

| Arbitro: | Bruno (Torino) |

|                    |           |  |
| Pavoletti 16’, 73’ | Marcatori |  |

| Arbitro: | Ghersini (Genova) |

|                           |           |  |
| Casarini 34’ Di Cecco 45’ | Marcatori |  |

| Arbitro: | La Penna (Roma) |

|                             |           |            |
| Pavoletti 17’ Cristiano 34’ | Marcatori | 9’ Coralli |

| Arbitro: | Chiffi (Padova) |

|            |           |  |
| Sgrigna 4’ | Marcatori |  |

| Arbitro: | Pairetto (Nichelino) |

|                                                    |           |  |
| Pavoletti 17’ Forte 58’ Bjelanović 76’ Zecchin 84’ | Marcatori |  |

| Arbitro: | Fabbri (Ravenna) |

|                                          |           |                    |
| And. Caracciolo 3’, 14’, 72’ Sodinha 61’ | Marcatori | 16’, 81’ Pavoletti |

| Arbitro: | Di Paolo (Avezzano) |

|               |           |            |
| Tremolada 89’ | Marcatori | 90’ Faragò |

| Arbitro: | Mariani (Aprilia) |

|               |           |           |
| Schiavone 56’ | Marcatori | 82’ Corti |

#### Girone di ritorno
| Arbitro: | Aureliano (Bologna) |

|               |           |                                                |
| Pavoletti 34’ | Marcatori | 3’ D'Alessandro 19’ Belingheri 75’ Gagliardini |

| Arbitro: | Maresca (Napoli) |

|                                                    |           |         |
| Zoboli 26’ Rizzo 48’ Babacar 68’ (rig.) Molina 81’ | Marcatori | 78’ Rea |

| Varese 8 febbraio 2014, ore 15:00 CET 24ª giornata | Varese                | 0 – 0 referto | Latina | Stadio Franco Ossola (2 740 spett.)\| Arbitro: \| Abbattista (Molfetta) \| |
| Arbitro:                                           | Abbattista (Molfetta) |               |        |                                                                            |

| Arbitro: | Borriello (Mantova) |

|             |           |                             |
| Maniero 69’ | Marcatori | 39’ Trevisan 78’ Di Roberto |

| Arbitro: | Manganiello (Pinerolo) |

|                        |           |           |
| Terracciano 94’ (aut.) | Marcatori | 56’ Ciano |

| Arbitro: | Cervellera (Taranto) |

|                                           |           |                                            |
| Dumitru 7’ Di Michele 45’ Fischnaller 91’ | Marcatori | 63’ Bjelanović 75’, 92’ Oduamadi 86’ Calil |

| Arbitro: | Nasca (Bari) |

|                      |           |  |
| Zito 18’ Litteri 81’ | Marcatori |  |

| Arbitro: | La Penna (Roma) |

|  |           |                                            |
|  | Marcatori | 41’, 84’ (rig.) Vantaggiato 76’ Melchiorri |

| Arbitro: | Gavillucci (Latina) |

|             |           |                |
| Terlizzi 9’ | Marcatori | 43’ Bjelanović |

| Arbitro: | Mariani (Aprilia) |

|              |           |  |
| Oduamadi 59’ | Marcatori |  |

| Arbitro: | Di Bello (Brindisi) |

|               |           |                         |
| Pavoletti 14’ | Marcatori | 31’ Vazquez 64’ Belotti |

| Arbitro: | Abbattista (Molfetta) |

|                               |           |                                                 |
| Vitale 40’ (rig.), 65’ (rig.) | Marcatori | 2’ Damonte 20’ Oduamadi 54’ Pavoletti 84’ Forte |

| Arbitro: | Maresca (Napoli) |

|  |           |             |
|  | Marcatori | 88’ Defendi |

| Arbitro: | Manganiello (Pinerolo) |

|                                                  |           |                    |
| Giannone 15’ Cataldi 48’ Bernardeschi 85’ (rig.) | Marcatori | 10’, 70’ Pavoletti |

| Arbitro: | Bruno (Torino) |

|  |           |                |
|  | Marcatori | 16’ Mammarella |

| Arbitro: | Cervellera (Taranto) |

|                                                     |           |               |
| Đurić 11’, 75’ Alborno 30’ Paolucci 51’ Coralli 57’ | Marcatori | 16’ Pavoletti |

| Arbitro: | Pinzani (Empoli) |

|  |           |                          |
|  | Marcatori | 60’ Mbakogu 90+2’ Pesoli |

| Arbitro: | Mariani (Aprilia) |

|                             |           |             |
| Ebagua 21’ N. Ferrari 45+4’ | Marcatori | 15’ Momentè |

| Arbitro: | Ciampi (Roma) |

|           |           |                             |
| Forte 31’ | Marcatori | 72’ Paci 90+5’ (rig.) Budel |

| Novara 24 maggio 2014, ore 18:00 CEST 41ª giornata | Novara                            | 0 – 0 referto | Varese | Silvio Piola (8 191 spett.)\| Arbitro: \| Candussio (Cervignano del Friuli) \| |
| Arbitro:                                           | Candussio (Cervignano del Friuli) |               |        |                                                                                |

| Arbitro: | Gavillucci (Latina) |

|                                           |           |  |
| Pavoletti 68’ (rig.) Falcone 90+6’ (rig.) | Marcatori |  |

#### Play-out
| Arbitro: | Di Bello (Brindisi) |

|  |           |                    |
|  | Marcatori | 26’, 63’ Pavoletti |

| Arbitro: | Merchiori (Ferrara) |

|                   |           |                   |
| Pavoletti 6’, 59’ | Marcatori | 53’, 54’ González |

### Coppa Italia
| Arbitro: | Bruno (Torino) |

|         |           |  |
| Rea 76’ | Marcatori |  |

| Arbitro: | Calvarese (Teramo) |

|                                                            |                      |                                                       |
| Mezavilla 50’                                              | Marcatori            | 14’ Tremolada                                         |
| Doninelli Martinelli Murolo Diop Vitale Figliomeni Caserta | Tiri di rigore 3 – 4 | Calil Damonte Pucino Momentè Franco Blasi Spendlhofer |

| Arbitro: | Gavillucci (Latina) |

|                                             |           |             |
| Valdés 5’ Munari 53’ Palladino 58’ Rosi 69’ | Marcatori | 88’ Damonte |

## Statistiche
Statistiche aggiornate al 13 giugno 2014.

### Statistiche di squadra
| Competizione | Punti | In casa | In casa | In casa | In casa | In casa | In casa | In trasferta | In trasferta | In trasferta | In trasferta | In trasferta | In trasferta | Totale | Totale | Totale | Totale | Totale | Totale | DR  |
| Competizione | Punti | G       | V       | N       | P       | Gf      | Gs      | G            | V            | N            | P            | Gf           | Gs           | G      | V      | N      | P      | Gf     | Gs     | DR  |
| ------------ | ----- | ------- | ------- | ------- | ------- | ------- | ------- | ------------ | ------------ | ------------ | ------------ | ------------ | ------------ | ------ | ------ | ------ | ------ | ------ | ------ | --- |
| Serie B      | 47    | 21      | 8       | 6       | 7       | 25      | 23      | 21           | 4            | 5            | 12           | 26           | 40           | 42     | 12     | 11     | 19     | 51     | 63     | -12 |
| Play-out     | -     | 1       | 0       | 1       | 0       | 2       | 2       | 1            | 1            | 0            | 0            | 2            | 0            | 2      | 1      | 1      | 0      | 4      | 2      | +2  |
| Coppa Italia | -     | 1       | 1       | 0       | 0       | 1       | 0       | 2            | 0            | 1            | 1            | 2            | 5            | 3      | 1      | 1      | 1      | 3      | 5      | -2  |
| Totale       | -     | 23      | 9       | 7       | 7       | 28      | 25      | 24           | 5            | 6            | 13           | 30           | 45           | 47     | 14     | 13     | 20     | 58     | 70     | -12 |

### Andamento in campionato
| Giornata  | 1  | 2  | 3  | 4 | 5 | 6 | 7 | 8 | 9 | 10 | 11 | 12 | 13 | 14 | 15 | 16 | 17 | 18 | 19 | 20 | 21 | 22 | 23 | 24 | 25 | 26 | 27 | 28 | 29 | 30 | 31 | 32 | 33 | 34 | 35 | 36 | 37 | 38 | 39 | 40 | 41 | 42 |
| --------- | -- | -- | -- | - | - | - | - | - | - | -- | -- | -- | -- | -- | -- | -- | -- | -- | -- | -- | -- | -- | -- | -- | -- | -- | -- | -- | -- | -- | -- | -- | -- | -- | -- | -- | -- | -- | -- | -- | -- | -- |
| Luogo     | T  | C  | T  | C | T | C | C | T | C | T  | T  | C  | T  | C  | T  | C  | T  | C  | T  | C  | T  | C  | T  | C  | T  | C  | T  | T  | C  | T  | C  | C  | T  | C  | T  | C  | T  | C  | T  | C  | T  | C  |
| Risultato | P  | N  | V  | V | N | V | V | P | N | P  | N  | N  | P  | V  | P  | V  | P  | V  | P  | N  | N  | P  | P  | N  | V  | N  | V  | P  | P  | N  | V  | P  | V  | P  | P  | P  | P  | P  | P  | P  | N  | V  |
| Posizione | 17 | 16 | 11 | 5 | 5 | 4 | 3 | 4 | 5 | 8  | 8  | 8  | 9  | 7  | 10 | 8  | 10 | 6  | 11 | 14 | 14 | 14 | 15 | 16 | 14 | 14 | 13 | 15 | 16 | 16 | 15 | 16 | 14 | 16 | 17 | 17 | 17 | 18 | 18 | 18 | 18 | 18 |

Fonte:  Serie B – Classifiche, su sport.sky.it, Sky Sport. URL consultato il 6 novembre 2013 (archiviato dall'url originale l'11 settembre 2014).
Legenda:

Luogo: C = Casa; T = Trasferta. Risultato: V = Vittoria; N = Pareggio; P = Sconfitta.

### Statistiche dei giocatori
Sono in corsivo i calciatori che hanno lasciato la società durante la stagione.
| Giocatore      | Serie B  | Serie B | Serie B     | Serie B    | Coppa Italia | Coppa Italia | Coppa Italia | Coppa Italia | Totale   | Totale | Totale      | Totale     |
| Giocatore      | Presenze | Reti    | Ammonizioni | Espulsioni | Presenze     | Reti         | Ammonizioni  | Espulsioni   | Presenze | Reti   | Ammonizioni | Espulsioni |
| -------------- | -------- | ------- | ----------- | ---------- | ------------ | ------------ | ------------ | ------------ | -------- | ------ | ----------- | ---------- |
| A. Barberis    | 18+2     | 0       | 0           | 0          | 1            | 0            | 0            | 0            | 21       | 0      | 0           | 0          |
| E. Bastianoni  | 15+2     | -18-2   | 1           | 0          | 2            | 1            | 1            | 0            | 19       | -17    | 2           | 0          |
| S. Bjelanović  | 22       | 4       | 3           | 1          | 1            | 0            | 0            | 0            | 23       | 4      | 3           | 1          |
| W. Bressan     | 27       | -45     | 2           | 1          | 0            | 0            | 0            | 0            | 27       | -45    | 2           | 1          |
| M. Blasi       | 22       | 0       | 6           | 3          | 2            | 0            | 0            | 0            | 24       | 0      | 6           | 3          |
| Caetano Calil  | 23       | 2       | 2           | 0          | 3            | 0            | 0            | 0            | 26       | 2      | 2           | 0          |
| D. Corti       | 33+2     | 1       | 5+1         | 2          | 0            | 0            | 0            | 0            | 35       | 1      | 6           | 2          |
| A. Cristiano   | 18+2     | 1       | 7           | 1          | 2            | 0            | 0            | 0            | 22       | 1      | 7           | 1          |
| L. Damonte     | 27+1     | 1       | 7           | 2          | 3            | 1            | 1            | 0            | 31       | 2      | 8           | 2          |
| N. Di Roberto  | 18+1     | 1       | 2           | 0          | -            | -            | -            | -            | 19       | 1      | 2           | 0          |
| R. Ely         | 37+2     | 0       | 11+1        | 0          | 2            | 0            | 0            | 0            | 41       | 0      | 12          | 0          |
| L. Falcone     | 9+1      | 2       | 0           | 0          | 0            | 0            | 0            | 0            | 10       | 2      | 0           | 0          |
| Ferreira Pinto | 2        | 0       | 0           | 0          | 1            | 0            | 0            | 0            | 3        | 0      | 0           | 0          |
| R. Fiamozzi    | 27+2     | 1       | 2           | 1          | 2            | 0            | 0            | 0            | 31       | 1      | 2           | 1          |
| L. Forte       | 24+2     | 3       | 3+1         | 0          | 1            | 0            | 0            | 0            | 27       | 3      | 4           | 0          |
| M. Franco      | 16       | 0       | 2           | 1          | 1            | 0            | 0            | 0            | 17       | 0      | 2           | 1          |
| F. Grillo      | 15+2     | 1       | 4+1         | 1          | -            | -            | -            | -            | 17       | 1      | 5           | 1          |
| L. Laverone    | 24+2     | 0       | 5           | 1          | 1            | 0            | 0            | 0            | 27       | 0      | 5           | 1          |
| A. Lazaar      | 17       | 0       | 2           | 1          | 3            | 0            | 0            | 0            | 20       | 0      | 2           | 1          |
| M. Lignani     | -        | -       | -           | -          | 0            | 0            | 0            | 0            | 0        | 0      | 0           | 0          |
| A. Lupoli      | 5        | 0       | 0           | 0          | 0            | 0            | 0            | 0            | 5        | 0      | 0           | 0          |
| M. Miceli      | -        | -       | -           | -          | 0            | 0            | 0            | 0            | 0        | 0      | 0           | 0          |
| D. Milan       | -        | -       | -           | -          | 1            | -4           | 0            | 0            | 1        | -4     | 0           | 0          |
| M. Momentè     | 3+1      | 1       | 0           | 0          | 3            | 0            | 1            | 0            | 7        | 1      | 1           | 0          |
| N. Oduamadi    | 12       | 4       | 3           | 0          | -            | -            | -            | -            | 12       | 4      | 3           | 0          |
| L. Pavoletti   | 36+2     | 20+4    | 12          | 0          | 1            | 0            | 0            | 0            | 39       | 24     | 12          | 0          |
| Neto Pereira   | 25       | 1       | 0           | 0          | 1            | 0            | 0            | 0            | 26       | 1      | 0           | 0          |
| S. Pasa        | 1        | 0       | 0           | 0          | 0            | 0            | 0            | 0            | 1        | 0      | 0           | 0          |
| R. Pucino      | 2        | 0       | 2           | 0          | 2            | 0            | 0            | 0            | 4        | 0      | 2           | 0          |
| A. Rea         | 32+2     | 2       | 10          | 4          | 2            | 1            | 1            | 0            | 36       | 3      | 11          | 4          |
| L. Ricci       | 14       | 0       | 1           | 0          | 1            | 0            | 0            | 0            | 15       | 0      | 1           | 0          |
| C. Rossi       | 0        | 0       | 0           | 0          | 0            | 0            | 0            | 0            | 0        | 0      | 0           | 0          |
| L. Spendlhofer | 3        | 0       | 0           | 0          | 2            | 0            | 2            | 0            | 5        | 0      | 2           | 0          |
| L. Tremolada   | 15       | 1       | 4           | 0          | 3            | 1            | 0            | 0            | 18       | 2      | 4           | 0          |
| T. Trevisan    | 13       | 1       | 4           | 1          | -            | -            | -            | -            | 13       | 1      | 4           | 1          |
| L. Zamparo     | 0        | 0       | 0           | 0          | 0            | 0            | 0            | 0            | 0        | 0      | 0           | 0          |
| G. Zecchin     | 31+2     | 3       | 9           | 1          | 1            | 0            | 0            | 0            | 34       | 3      | 9           | 1          |

## Giovanili

### Organigramma societario
Area direttiva
- Responsabile: Giorgio Scapini
- Direttore generale: Alessandro Andreini
- Coordinatore tecnico: Mario Belluzzo
- Responsabile Scouting: Roberto Verdelli
- Segretario: Marco Bof

Area Tecnica
- Allenatore Primavera: Maurizio Ganz
- Allenatore Berretti: Alessandro Pistone
- Allenatore Allievi Nazionali A e B: Gianluca Antonelli
- Allenatore Allievi Nazionali I e II Div.: Paolo Tresoldi
- Allenatore Giovanissimi Nazionali: Andrea Scandroglio
- Allenatore Giovanissimi Regionali: Pierluigi Gennari

Scuola Calcio
- Presidente ad honorem: Alfredo Speroni
- Responsabili tecnici: Stefano Milanta e Paolo Masini
- Responsabile organizzativo: Nicola Piatti
- Responsabile Progetto Bimbo, Progetto Scuola, Piccoli Amici: Marco Caccianiga
- Responsabile Progetto Affiliate "Corsari Biancorossi": Stefano Milanta
- Responsabile Area Medica: Dott. Antonio Pascazio